# Кшенцин (гміна)
Гміна Кшенцин (пол. Gmina Krzęcin) — сільська гміна у північно-західній Польщі. Належить до Хощенського повіту Західнопоморського воєводства.
Станом на 31 грудня 2011 у гміні проживало 3876 осіб.

## Територія
Згідно з даними за 2007 рік площа гміни становила 140.47 км², у тому числі:
- орні землі: 65.00%
- ліси: 22.00%

Таким чином, площа гміни становить 10.58% площі повіту.

## Населення
Станом на 31 грудня 2011:
| Опис     | Загалом | Загалом | Чоловіки | Чоловіки | Жінки | Жінки |
| -------- | ------- | ------- | -------- | -------- | ----- | ----- |
| одиниця  | осіб    | %       | осіб     | %        | осіб  | %     |
| все      | 3876    | 100     | 1960     | 50.57    | 1916  | 49.43 |
| міське   | 0       | 100     | 0        |          | 0     |       |
| сільське | 3876    | 100     | 1960     | 50.57    | 1916  | 49.43 |

## Сусідні гміни
Гміна Кшенцин межує з такими гмінами: Бежвник, Пелчице, Стшельце-Краєнське, Хощно.